# Совет государств Балтийского моря

Эмблема Совета государств Балтийского моря, председательство Швеции (2017—2018).

Совет государств Балтийского моря (СГБМ) — международная организация, учреждённая 5—6 марта 1992 года в Копенгагене на конференции министров иностранных дел государств Балтийского моря.
Первоначально в Совет вошли Германия, Дания, Латвия, Литва, Норвегия, Польша, Финляндия, Швеция, Эстония, а также Европейская комиссия. В 1995 году к организации присоединилась Исландия. Ряд государств (Великобритания, Испания, Италия, Нидерланды, Румыния, Словакия, США, Украина и Франция) имеют в СГБМ статус наблюдателя. Заявка на полномасштабное членство была подана Францией.

## Общие принципы работы
СГБМ раз в два года (до 2003 года — ежегодно) проводит сессию на уровне министров иностранных дел, которая созывается в государстве, являющемся на данный момент председателем Совета. По итогам сессии принимается совместное коммюнике.

Текущими вопросами деятельности СГБМ и подготовкой сессий Совета занимается рабочий орган — Комитет старших должностных лиц (КСДЛ), который проводит регулярные (примерно раз в месяц) заседания. По решению саммитов в Висбю и Колдинге (3-я встреча глав правительств государств Балтийского моря, состоялась в Дании 12—13 апреля 2000 года) созданы специальные группы личных представителей премьер-министров государств Балтийского моря соответственно по борьбе с организованной преступностью и по борьбе с инфекционными заболеваниями.

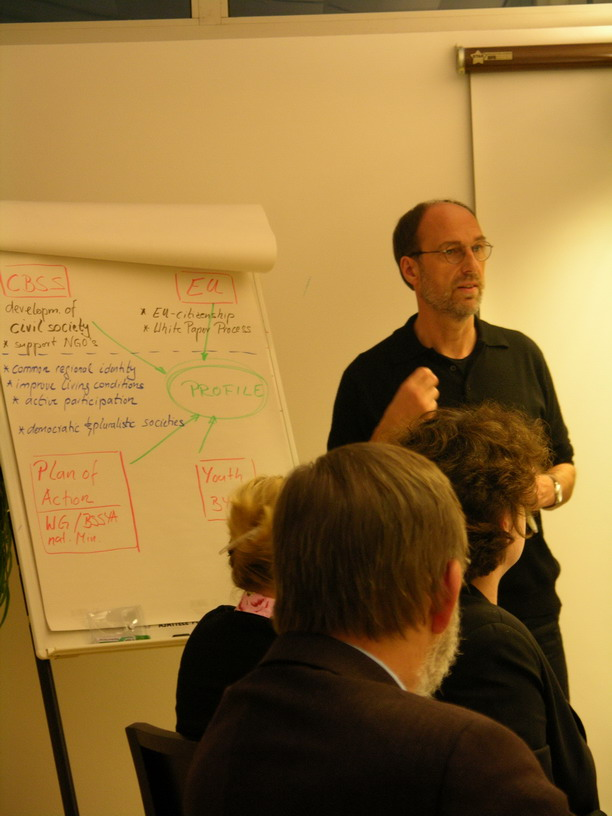
Дискуссия на рабочей группе по молодёжной политике СГБМ в Хельсинки, 2004 год.

Совет и КСДЛ могут образовывать рабочие или целевые группы. Решения во всех этих органах принимаются на основе консенсуса. В настоящее время существуют такие группы по содействию демократическим институтам, экономическому сотрудничеству, радиационной и ядерной безопасности, по молодёжной политике. Например, рабочая группа по молодёжной политике проводит свои заседания два раза в год (весной и осенью). Последняя такая встреча проходила в октябре 2007 года в Риге (Латвия).
С 2020 года Генеральным директором CBSS является Гжегож Марек Познанский из Польши.

## Состав совета

### Непосредственные члены
В настоящее время в СГБМ входят 10 членов-государств и Европейская комиссия:
| - Германия - Дания - Исландия (с 1995 года) - Латвия - Литва - Норвегия | - Польша - Россия (вышла в 2022 г.) - Финляндия - Швеция - Эстония - Европейская комиссия |

### Наблюдатели
10 государств имеют статус наблюдателей:
| - Беларусь (приостановлено в 2022 г.) - Великобритания - Венгрия - Испания - Италия - Нидерланды | - Румыния - Словакия - США - Украина - Франция |

### Генеральные директора СГБМ
| Яцек Старошчак           | 1998 — 2002    |
| Ханну Халинен            | 2002 — 2005    |
| Габриэле Кётшау          | 2005 — 2010    |
| Ян Лундин                | 2010 — 2016    |
| Майра Мора               | 2016 — 2020    |
| Гжегож Марек Познаньский | 2020 — сегодня |

### Бывшие члены
- Россия — 3 мая 2022 года СГБМ принял решение приостановить членство России в Совете государств Балтийского моря в связи с вооруженной агрессией России против Украины. Также было приостановлено членство Беларуси в качестве страны-наблюдателя[2].

17 мая МИД России приняло решение о выходе Российской Федерации из Совета государств Балтийского моря. В МИД РФ заявили, что «государства НАТО и Евросоюза в составе СГБМ отказались от равноправного диалога и принципов, на которых создавалась эта региональная структура на Балтике, и последовательно превращают её в инструмент антироссийской политики».

## Россия в Совете
Россия председательствовала в СГБМ два раза: в 2001—2002 годах и в 2012—2013 годах. XI сессия (на которой был отмечен 10-летний юбилей Совета) на уровне министров иностранных дел, приуроченная к десятилетию создания Совета, состоялась в Светлогорске (Калининградская область) 5—6 марта 2002 года. 3—4 мая 1996 года в Висбю (Швеция) впервые была проведена встреча глав правительств государств Балтийского моря. 10 июня 2002 года в Санкт-Петербурге состоялась четвёртая встреча глав правительств государств Балтийского моря. В её работе принял участие Президент Российской Федерации В. В. Путин и Председатель Правительства Российской Федерации М. М. Касьянов. В 2003 году принято решение, что они будут проводиться каждый второй год, чередуясь с министерскими сессиями. С 1993 по 2005 год в Латвии, Литве и Эстонии Советом реализовывалась программа «Еврофакультет» (подготовка специалистов в области экономики, администрации и права). С сентября 2000 года эта программа действует также на базе Калининградского государственного университета. Планировалось распространение её на Псков.
В течение 2-го срока председательства России в Совете в 2012—2013 гг. реализовывались следующие приоритетные направления: развитие кооперации в сфере модернизации и инноваций, создание публично-частного партнёрства «The BalticSeaAreaof PPP» как площадку для устойчивого развития, продвижения толерантности как средства борьбы с экстремизмом и радикализмом, смягчение визового режима. В нескольких городах России были проведены более 30 мероприятий, посвященных укреплению контакта с другими странами Совета и продвижению поставленных целей. С 2009 года в Пскове действует программа «Еврофакультет» (подготовка специалистов в области экономики, администрации и права), ранее запущенная в Латвии и Эстонии.
В начале лета 2014 года саммит Совета государств Балтийского моря должен был состояться в Турку (Финляндия), однако из-за войны на Украине был отменён.
4 марта 2022 года членство России в Совете государств Балтийского моря было приостановлено из-за вторжения на Украину, а членство Беларуси остановлено в качестве государства-наблюдателя.
17 мая того же года Россия вышла из Совета государств Балтийского моря по заявлению министерства иностранных дел РФ.